# 東広島市立川上小学校
東広島市立川上小学校（ひがしひろしましりつ かわかみしょうがっこう）は、広島県東広島市八本松飯田五丁目にある公立小学校。

## 概要
東広島市の北西部、八本松町にある。校区には深堂川、清滝川、黒瀬川の三本の川が流れている。
また、2010年代に入り住宅街が整備されたことにより児童数が増えており、校舎の建て替えが進んでいる。

## 沿革
- 1873年 - 開校。
- 1947年4月 - 川上村立川上小学校と改称。
- 1956年4月 - 村合併・町制施行により八本松町立川上小学校と改称。
- 1967年7月 - プール完成。
- 1972年7月 - 校舎（本館・鉄筋コンクリート3階建）落成。
- 1974年4月 - 児童数過密により八本松町立八本松小学校と分離。
- 町合併・市制施行により東広島市立川上小学校と改称。
- 1977年1月 - 校舎（新館・鉄筋コンクリート3階建）落成。
- 1980年4月 - 児童数過密により、東広島市立平岩小学校と分離。
- 1981年11月 - 体育館落成。
- 2007年3月 - 新プール完成。
- 2023年5月 - 新グラウンド完成。
- 2024年4月 - 校舎建て替えに伴う仮校舎への移行。
- 2026年春 - 校舎建て替え完了（予定）

## 学校行事
- 4月 - 入学式
- 5月 - 運動会・修学旅行
- 8月 - 登校日(平和学習)
- 11月 - 学習発表会
- 3月 - 卒業式

## 通学区域
- 東広島市
  - 八本松東三丁目の1番から3番、六丁目の１番、七丁目の１番から6番及び14番から16番
  - 八本松飯田一丁目、二丁目の1番から5番及び7番から15番、三丁目、四丁目、五丁目、六丁目、七丁目、八丁目、九丁目
  - 八本松町飯田の一部
  - 八本松町篠
  - 八本松町正力
  - 八本松町宗吉の一部

## 進学先中学校
- 東広島市立磯松中学校

## 交通
- 芸陽バス川上小学校バス停より徒歩2分

## 周辺
- 大正池
- ザリガニ池
- 清滝